# Rio Murate
O Rio Murate (em turco: Murat Nehri), Eufrates Oriental, Arasani (em armênio: Արածանի; romaniz.: Aracani) ou Arsânias (em grego: Ἀρσανίας; romaniz.: Arsánias) é a principal fonte do Eufrates. O rio nasce perto do Monte Ararate ao norte do lago de Vã, no leste da Turquia, e escoa para o oeste por 722 km (449 mi) através da área montanhosa.